# Häfen Ibbenbüren
Die Häfen Ibbenbüren umfassen drei Anlandungsstellen und zwei Häfen auf dem Gebiet der Stadt Ibbenbüren im westfälischen Tecklenburger Land (Kreis Steinfurt).

## Geographie
Die Häfen Ibbenbürens liegen an räumlich getrennten Standorten südlich und nordwestlich des Ortskernes auf einer Höhe von 49,6 bis 50,6 m ü. NN an den Bundeswasserstraßen Mittellandkanal (MLK) und am Dortmund-Ems-Kanal (DEK).
| Lage: Gewässer – km | Hafen: | Beschreibung                        | Kailänge        | Ausstattung                             |
| ------------------- | ------ | ----------------------------------- | --------------- | --------------------------------------- |
| MLK 4,9 West        | Hafen  | Ölhafen                             | 85 m, Dalben    | Pumpen, Gleisanschluss                  |
| MLK 4,4 Ost         | Lände  | Hafen Uffeln                        | 340 m gespundet | 2 Kräne, Waage, Gleisanschluss          |
| MLK 3,5             | Hafen  | Freizeitschifffahrt und Liegeplätze | 370 m geböscht  | Wendeplatz, Wasser, Abwasser, Strom     |
| DEK 105 Ost         | Lände  | Umschlagstelle L&S GmbH             | 320 m gespundet | Mobilkran                               |
| DEK 99,7 Ost        | Lände  | Hafen Dörenthe                      | 500 m gespundet | Kran, Waage, Gleisanschluss, Wendeplatz |

## Geschichte
Bereits um 1900 erreichte der Dortmund-Ems-Kanal Ibbenbüren. Die erste Lände, hauptsächlich für den Umschlag von Baustoffen, Agrarprodukten und Kohle entstand im Ortsteil Dörenthe ab 1904. Ab 1905 wurde der Bau des Mittellandkanales nach Osten vorangetrieben, die Umschlagsmengen stiegen stetig und in den 1930er Jahren wurde auch ein Bahnanschluss zum Hafen hergestellt.
Während des Zweiten Weltkrieges wurden die Hafenanlagen vollständig zerstört und in den frühen 1950er Jahren allmählich wieder aufgebaut. Ab 1960 entstand die Lände am Mittellandkanal und überbaute die dort in der Kriegszeit angelegten Arbeitslager und Bunkereinrichtungen. Eine Vielzahl von Blindgängern, die erst geräumt werden mussten gestalteten den Neuaufbau schwierig. Die alte Fahrt des Mittellandkanales (der heutige Stichkanal) wurde aufgelassen und der Kanal weiter westlich neu gebaut. Ab 1964 wurde dann auch zu den neuen Hafenanlagen in Uffeln eine Bahnverbindung hergestellt.

## Umschlagsmengen
Die Umschlagsmengen der Ibbenbürener Häfen:
| Jahr | Uffeln  | Dörenthe |
| ---- | ------- | -------- |
| 2000 | 715.000 | 228.000  |
| 2012 | 723.070 | 183.360  |
| 2013 | 682.910 | 123.010  |
| 2014 | 851.000 | 141.000  |
| 2015 | 654.000 | 130.000  |
| 2016 | 506.000 | 183.000  |
| 2017 | 506.000 | 211.000  |

## Gewerbe und Infrastruktur
Heute bestehen die Häfen Ibbenbürens aus mehreren Gewerbegebieten, die die Hafenanlagen mit wichtiger Infrastruktur ergänzen. Ausziehgleise führen bis direkt auf die Kais der Häfen. 

Neben Kränen und Förderbändern sind auch spezielle Einrichtungen für den Umschlag und die Lagerung von Flüssigkeiten vorhanden. Ein trimodaler Güterumschlag Schiff/Schiene/Straße ist in den Häfen Ibbenbürens ebenfalls möglich. 2011 wurde im Schiffsgüterumschlag erstmals die Menge von 1 Mio. Tonnen jährlich überschritten.

## Verkehr
Die Häfen sind mit zwei Auffahrtsmöglichkeiten zur Bundesautobahn 30 an das europäische Fernstraßennetz angebunden.